# UTC+13:45

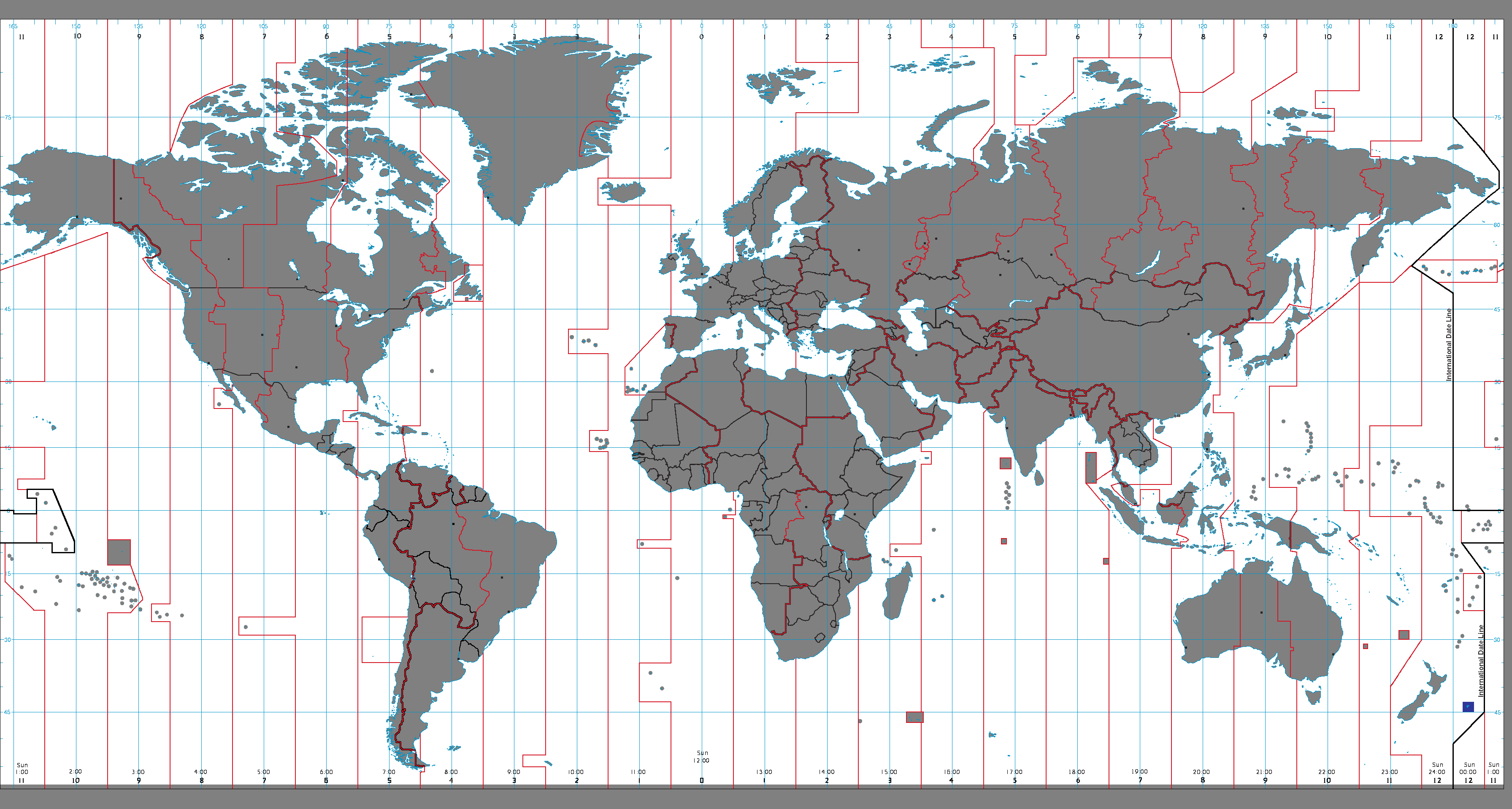
Mapa del huso horario UTC+12:45 en junio de 2008.

UTC+13:45 es el segundo huso horario del planeta cuya ubicación geográfica se encuentra en el meridiano 153.75 oeste. Aquellos países que se rigen por este huso horario se encuentran 13 horas y 45 minutos por delante del meridiano de Greenwich. La existencia de este huso horario es posible gracias a la existencia del Huso Horario UTC+13:00 cuya razón de ser data de 1979 cuando, después de adquirir las Islas Fénix y las Islas de la Línea, Kiribati quedó dividido entre dos días distintos dado que estas islas se encontraban del lado oriente de la línea internacional de cambio de fecha mientras que las Islas Gilbert quedaban del lado poniente de la misma, lo que generaba diversos problemas gubernamentales y comerciales, es así que el 30 de diciembre de 1994 el país estableció este huso horario junto al huso UTC+14:00 para homologar en un solo día a todo el país pasando directamente de ese día al 1 de enero de 1995 lo que a su vez derivó en un cambio de la trayectoria de la línea internacional de cambio de fecha para poder rodear a estas nuevos husos horarios.

## Hemisferio sur

### Países que se rigen por UTC+13:45 en Horario de Verano
| Abreviatura | Nombre Completo                                                    | País                          |
| ----------- | ------------------------------------------------------------------ | ----------------------------- |
| CHADT       | Hora de Verano de las Islas Chatham (Chatham Island Daylight Time) | Nueva Zelanda - Islas Chadham |